# Засєєв Ален Таймуразович
Ален Таймуразович Засє́єв (рос. Ален Таймуразович Засеев; нар. 10 жовтня 1988, село Вахтан, Знаурський район, Південна Осетія, Грузинська РСР) —  український та російський борець вільного стилю, срібний призер чемпіонату світу, срібний та бронзовий призер чемпіонатів Європи, срібний призер кубку світу, учасник Олімпійських ігор.

## Біографія
Народився в Південній Осетії, в селі Вахтан Знаурського району, виріс у Владикавказі. Боротьбою займається з 1997 року. Спочатку виступав за збірну Росії. Був у її складі чемпіоном Європи серед кадетів та чемпіоном світу серед юніорів, срібним призером Кубку світу.
Представляє спортивне товариство «Динамо» (Харків, Київ).
У квітні 2016 року Ален Засєєв виграв Олімпійський кваліфікаційний турнір, через що отримав ліцензію на участь у літніх Олімпійських іграх в Ріо-де-Жанейро. Однак допінг-проба, яка була взята у нього в рамках олімпійського кваліфікаційного турніру, зафіксувала в його організмі невелику концентрацію забороненого препарату мельдонію. Через це спортсмен був позбавлений олімпійської ліцензії. Проте згодом він таки був допущений до Олімпіади. У сутичці за вихід в одну восьму фіналу він сенсаційно переміг триразового чемпіона світу Біляла Махова з Росії. Засєєв поступався з рахунком 0-2, однак на останній хвилині зумів провести прийом, який судді оцінили в два бали. За рівного підсумкового рахунку сутички остання результативна дія є вирішальною — перемогу віддали українському борцеві. Проте в поєдинку за вихід у чвертьфінал Ален Засєєв поступився діючому чемпіону Європи Гено Петріашвілі з Грузії і вибув з подальших змагань, здобувши у підсумку 10 місце.

## Спортивні результати на міжнародних змаганнях

### Виступи на Олімпіадах
| Змагання                    | Збірна  | Вагова категорія           | Місце |
| --------------------------- | ------- | -------------------------- | ----- |
| Літні Олімпійські ігри 2016 | Україна | вільна боротьба, до 125 кг | 10    |

### Виступи на Чемпіонатах світу
| Змагання                        | Збірна  | Вагова категорія           | Місце  |
| ------------------------------- | ------- | -------------------------- | ------ |
| Чемпіонат світу з боротьби 2011 | Україна | вільна боротьба, до 96 кг  | 32     |
| Чемпіонат світу з боротьби 2013 | Україна | вільна боротьба, до 120 кг | Срібло |
| Чемпіонат світу з боротьби 2015 | Україна | вільна боротьба, до 125 кг | 12     |
| Чемпіонат світу з боротьби 2017 | Україна | вільна боротьба, до 125 кг | 18     |

### Виступи на Чемпіонатах Європи
| Змагання                         | Збірна  | Вагова категорія           | Місце  |
| -------------------------------- | ------- | -------------------------- | ------ |
| Чемпіонат Європи з боротьби 2013 | Україна | вільна боротьба, до 120 кг | Срібло |
| Чемпіонат Європи з боротьби 2016 | Україна | вільна боротьба, до 125 кг | Бронза |

### Виступи на Кубках світу
| Змагання                    | Збірна  | Вагова категорія           | Місце  |
| --------------------------- | ------- | -------------------------- | ------ |
| Кубок світу з боротьби 2009 | Росія   | вільна боротьба, до 96 кг  | Срібло |
| Кубок світу з боротьби 2014 | Україна | вільна боротьба, до 125 кг | 4      |

### Виступи на інших змаганнях
| Змагання                                                       | Збірна  | Вагова категорія           | Місце  |
| -------------------------------------------------------------- | ------- | -------------------------- | ------ |
| Гран-прі «Іван Яригін» 2009                                    | Росія   | вільна боротьба, до 96 кг  | Срібло |
| Золотий Гран-прі з боротьби 2009                               | Росія   | вільна боротьба, до 96 кг  | Бронза |
| Кубок Рамзана Кадирова 2011                                    | Україна | вільна боротьба, до 96 кг  | 5      |
| Київський Міжнародний турнір з боротьби 2012                   | Україна | вільна боротьба, до 96 кг  | Срібло |
| Олімпійський кваліфікаційний турнір з боротьби 2012 (Софія)    | Україна | вільна боротьба, до 96 кг  | Бронза |
| Турнір Чорного моря 2012                                       | Україна | вільна боротьба, до 96 кг  | Золото |
| Інтерконтинентальний кубок з боротьби 2012                     | Україна | вільна боротьба, до 120 кг | Бронза |
| Київський Міжнародний турнір з боротьби 2013                   | Україна | вільна боротьба, до 120 кг | Золото |
| Турнір Алі Алієва 2013                                         | Україна | вільна боротьба, до 120 кг | Срібло |
| Турнір Степана Саргісяна 2013                                  | Україна | вільна боротьба, до 120 кг | Срібло |
| Турнір Дана Колова — Николи Петрова 2014                       | Україна | вільна боротьба, до 125 кг | Срібло |
| Турнір Алі Алієва 2014                                         | Україна | вільна боротьба, до 125 кг | Бронза |
| Золотий Гран-прі з боротьби 2014 (Баку)                        | Україна | вільна боротьба, до 125 кг | 7      |
| Інтерконтинентальний кубок з боротьби 2014                     | Україна | вільна боротьба, до 125 кг | Золото |
| Турнір Олександра Медведя 2015                                 | Україна | вільна боротьба, до 125 кг | Срібло |
| Київський Міжнародний турнір з боротьби 2016                   | Україна | вільна боротьба, до 125 кг | Золото |
| Олімпійський кваліфікаційний турнір з боротьби 2016 (Зренянин) | Україна | вільна боротьба, до 125 кг | Золото |
| Золотий Гран-прі з боротьби 2016                               | Україна | вільна боротьба, до 125 кг | Срібло |
| Клубний чемпіонат світу з боротьби 2016                        | Україна | команда                    | Бронза |
| Турнір Дана Колова — Николи Петрова 2017                       | Україна | вільна боротьба, до 125 кг | Золото |